# Șîroke, Șîroke
Șîroke (în ucraineană Широке) este așezarea de tip urban de reședință a raionului Șîroke din regiunea Dnipropetrovsk, Ucraina. În afara localității principale, nu cuprinde și alte sate.

## Demografie
Componența lingvistică a așezării de tip urban Șîroke
     Ucraineană (92,8%)
     Rusă (6,44%)
     Alte limbi (0,41%)
Conform recensământului din 2001, majoritatea populației așezării de tip urban Șîroke era vorbitoare de ucraineană (92,8%), existând în minoritate și vorbitori de rusă (6,44%).